# Liquidació forçosa de posicions curtes
Una liquidació forçosa de posicions curtes (el que en anglès es coneix com a short squeeze) és el fenomen que es produeix al mercat de valors quan, a causa d'un ràpid augment del preu d'una acció, els inversors que havien obert una posició curta perquè creien que el preu de l'acció baixaria, es veuen forçats a comprar aquesta acció per evitar pèrdues encara més grans. A causa del gran increment de demanda que provoquen, això fa pujar encara més el valor de l'acció.

## Visió general
Les liquidacions forçades de posicions curtes passen quan els venedors curts d’una acció es mouen per cobrir les seves posicions, comprant grans volums d’accions en relació amb el volum del mercat. Això pot passar, per exemple, quan una notícia sobtada favorable provoca un salt sobtat del preu de l'acció. Els venedors a curt termini es veuen obligats a recuperar les accions que havien venut inicialment, en un esforç per evitar que augmentin les seves pèrdues. La compra de les accions per cobrir les seves posicions curtes augmenta el valor de les accions, cosa que provoca que més venedors a curt termini cobreixin les seves posicions comprant les accions. Això pot resultar en una cascada de compres d'accions i un salt encara més gran del preu de les accions.

## Exemples
A l’octubre del 2008, l'intent de presa de possessió per part de Porsche va provocar que temporalment les accions de Volkswagen AG a la Xetra DAX passessin de 210,85 € a més de 1000 € en menys de dos dies, convertint-la en la companyia més valuosa del món. El llavors CEO de Porsche, Wendelin Wiedeking, va ser acusat de manipulació del mercat pel seu paper en l'esdeveniment.
El 2012, la Comissió de Valors i Borses dels Estats Units va acusar Philip Falcone de manipulació del mercat en relació amb un short squeeze d'una sèrie de bons d'alt rendiment emesos per MAAX Holdings. Després d’assabentar-se que una empresa estava comprant a curt els bons, Falcone va comprar tota l'emissió de bons. També va prestar els bons als venedors curts i els va tornar a comprar quan els comerciants els van vendre. Com a resultat, la seva exposició total va superar tota l'emissió dels bons MAAX. Falcone va deixar de prestar els bons, de manera que els venedors curts ja no podien liquidar les seves posicions. El preu dels bons va augmentar dràsticament. Els venedors curts només podrien liquidar les seves posicions contactant directament amb Falcone.
Al novembre de 2015, Martin Shkreli va orquestrar una liquidació forçosa de posicions curtes sobre la fallida biotecnologia KaloBios, que va provocar que el preu de les accions augmentés un sorprenent 10.000% en només cinc dies.
El gener de 2021 hi ha haver el conegut com a cas GameStop, consistent en la liquidació forçosa de posicions curtes de les accions de GameStop. Es creu que això va ser causat pel fòrum de Reddit WallStreetBets i el fet que aquesta companyia tenia més del 100% de les accions en posició curta i un gran volum d'opcions de compra. Aquesta pressió va provocar que el preu de les accions arribés a un màxim intradia de 483 dòlars EUA el 28 de gener de 2021 a la NYSE.